# Chloé Hoogendoorn
Chloé Hoogendoorn (Woubrugge, 7 maart 2004) is een Nederlandse langebaanschaatser, uitkomend voor Team Essent. Haar zus Lieke is eveneens langebaanschaatser.
Op de teamsprint op 30 januari 2022 haalde ze bij wereldkampioenschappen schaatsen junioren 2022 de gouden medaille samen met Jildou Hoekstra en Pien Smit. Voor de EK Sprint 2025 wist ze zich uiteindelijk met haar podiumplaats niet te kwalificeren als derde rijdster, omdat Femke Kok een aanwijsplek kreeg van de KNSB.

## Persoonlijke records
| Afstand    | Tijd    | Datum            | Baan       |
| ---------- | ------- | ---------------- | ---------- |
| 500 meter  | 37,88   | 15 februari 2025 | Heerenveen |
| 1000 meter | 1.15,26 | 29 december 2024 | Heerenveen |
| 1500 meter | 1.58,88 | 8 november 2024  | Heerenveen |
| 3000 meter | 4.12,50 | 10 november 2024 | Heerenveen |

## Resultaten
| Jaar | NK Afstanden       | NK Sprint                | WK Junioren                                                                         |
| ---- | ------------------ | ------------------------ | ----------------------------------------------------------------------------------- |
| 2022 |                    |                          | 4e 500m · 1500m · massastart · achtervolging · teamsprint                           |
| 2023 |                    | 15e (18e, 15e, 16e, 13e) | 4e allround · 6e 500m · 4e 1000m · 8e 1500m · 7e 3000m · massastart · achtervolging |
| 2024 | 13e 500m 10e 1000m | 5e · (6e, , 6e, )        |                                                                                     |
| 2025 | 9e 500m 6e 1000m   | · (6e, 4e, 5e, )         |                                                                                     |

(#, #, #, #) = afstandspositie op sprinttoernooi (500m, 1000m, 500m, 1000m).